# Medik-Talsperre
Die Medik-Talsperre (türkisch Medik Barajı) befindet sich am Tohma Çayı, einem rechten Nebenfluss des Euphrat 30 km nordnordwestlich der Provinzhauptstadt Malatya in der gleichnamigen südosttürkischen Provinz Malatya.
Die Medik-Talsperre wurde im Auftrag der staatlichen Wasserbehörde DSİ in den Jahren 1982–1997 als Steinschüttdamm mit Lehmkern erbaut.
Die Talsperre dient der Energieerzeugung und der Bewässerung.
Der Staudamm hat eine Höhe von 42 m (über der Talsohle) und besitzt ein Volumen von 1,03 Mio. m³. Der zugehörige Stausee besitzt eine Wasserfläche von 1,62 km² und ein Speichervolumen von 22 Mio. m³. 
Die Talsperre dient der Bewässerung einer Fläche von 20.767 ha.
Das Wasserkraftwerk der Medik-Talsperre verfügt über eine installierte Leistung von 12,5 Megawatt. Das Regelarbeitsvermögen liegt bei 59 GWh im Jahr.